# Andreas Birch

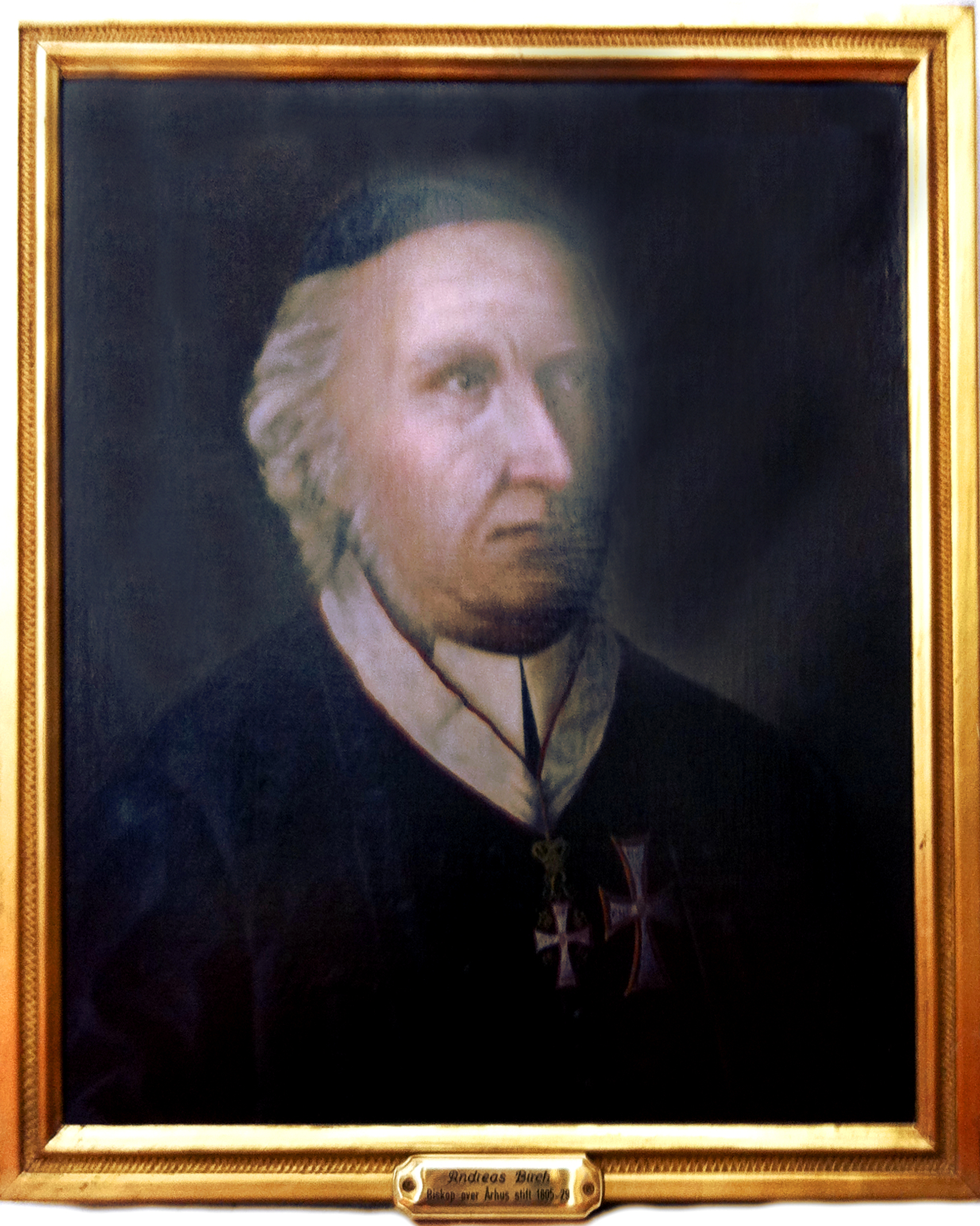
Andreas Birch

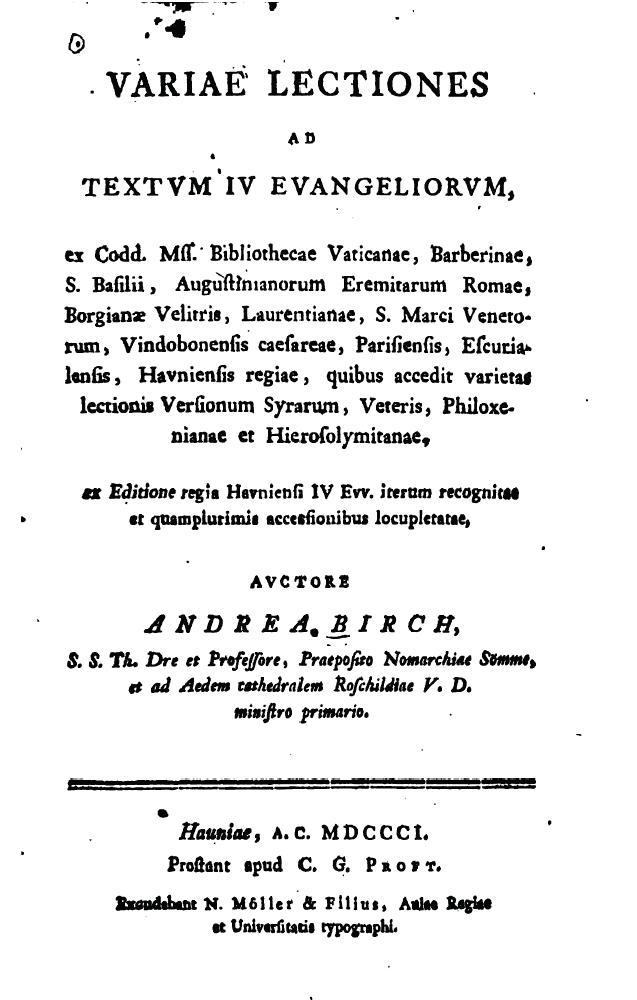
Variae Lectiones ad Textum IV Evangeliorum, Haunie 1801

Andreas Birch (* 6. November 1758 in Kopenhagen; † 25. Oktober 1829 in Aarhus) war ein dänischer lutherischer Geistlicher, zuletzt Bischof. In der Fachwelt ist er auch bekannt durch seine Arbeiten im Bereich der Textkritik des Neuen Testaments.

## Studium, Auslandsreise
Birchs Vater trug ebenfalls den Namen Andreas Birch (1716–1763) und war ein Mineraloge. Birch verlor im Alter von vier Jahren beide Eltern. Sein Onkel, der Brauer A. T. Gardenholtz, sorgte für ihn und im Jahr 1774 begann er sein Studium in Kopenhagen.
Fünf Jahre später beendete er seine theologischen Studien in Kopenhagen und reiste nach Göttingen um seine theologischen und philologischen Studien bei Johann David Michaelis und Christian Gottlob Heyne fortzusetzen. Michaelis hatte große Erwartungen an seine wissenschaftlichen Fähigkeiten und schickte ihn nach Italien, um die „versteckten und bisher nicht verwendeten Manuskripte des Neuen Testaments“ zu studieren. Durch Unterstützung des dänischen Premierminister Ove Høegh-Guldberg wurde die Finanzierung gesichert, und 1781 verließ er Göttingen und ging über die Schweiz und Südfrankreich nach Italien. Die Reise ging über Turin, Genua und Livorno nach Rom und Neapel. In Rom fand er Unterstützung durch Monsignore Stefano Borgia, Sekretär der Kongregation für die Verbreitung des Glaubens, der ihm manchen Freundschaftsdienst erwies, und machte die Bekanntschaft mit Papst Pius VI. Der Rückweg ging über Florenz, Bologna, Parma, Venedig, Wien, Prag, Dresden und Leipzig nach Göttingen und von dort aus 1783 wieder nach Kopenhagen. In den Vatikanischen Bibliotheken untersuchte er 40, in der Bibliothek der Barberini 10, in anderen Bibliotheken Roms 17, in  Florenz und sonstigen italienischen Orten 38 und in Wien 12 Manuskripte. Wohin er auch ging, verbrachte er seine Zeit mit der Sammlung von Büchern, mit der Kollationierung und dem Studium von alten Manuskripten des Neuen Testaments und von apokryphen Evangelien.

## Neuausgabe des Neuen Testaments
Nach seiner Rückkehr 1783 gab König Christian VII. gemäß dem Vorschlag Guldbergs ihm den Auftrag, auf königliche Kosten eine neue Textausgabe des Neuen Testaments herauszugeben. Dies war eine der letzten Amtshandlungen Guldbergs als Premierminister. Diese Ausgabe sollte eine repräsentative Ausgabe mit einem umfangreichen kritischen Apparat sein, der der gelehrten Welt zeigen sollte, dass Dänemark im Studium der christlichen Bibel auf der Höhe der Zeit sei.
Die Dänische Königliche Bibliothek in Kopenhagen besaß damals eine beträchtliche Sammlung von Textvarianten des Neuen Testaments. Auf diesem Gebiet arbeiteten nicht nur Generalsuperintendent Jacob Georg Christian Adler, der die syrisch-palästinische Übersetzung studierte, Daniel Gotthilf Moldenhawer, Professor in Kopenhagen, der die Manuskripte des Neuen Testaments im Escorial studierte, und Christian Gotthilf Hensler, Professor in Kiel, der die Kopenhagener Manuskripte mit dem bekannten Text verglich. Aufbauend auf der Arbeit dieser Vorgänger und mit seinen eigenen Sammlungen vollendete Birch die vier Evangelien, die 1788 als erster Teil der geplanten umfangreichen Ausgabe sowohl im Folioformat als auch als Quartausgabe erschien. Bereits 1785 erschien in Kopenhagen mit Kritisk Beskrivelse over græske Håndskrifter af det nye Testamente eine Art Einführung zu diesem Werk.
Für die große Ausgabe der vier Evangelien benutzte Birch die Ausgabe des Neuen Testaments John Mills als Textgrundlage. Sie verursachte großes Aufsehen in der wissenschaftlichen Welt, und viele sahen den jungen Gelehrten bereits als angesehenen Wissenschaftler an einer Universität in seinem Heimatland. Im selben Jahr, als sein erster Band erschien, wurde eine außerordentliche Professur für Theologie eingerichtet. Birch bewarb sich, aber die Stelle ging stattdessen an Friedrich Münter.
Da die Probevorlesungen beider Wettbewerber gedruckt wurden, war der Kritiker Niels Ditlev Riegels (1755–1802) wie üblich mit der Wahl unzufrieden. Er machte in seiner Schrift Tanker ved Gjennemlæsningen af Prøveforelæsningerne for det overordentlige theologiske Professorat eine Anspielung, dass Münter die Stelle schon vorher bekommen hatte und der ganze Wettbewerb nur aufgeführt wurde, um eine Rechtfertigung zu haben, dass „die Universität wieder einmal mit einem Deutschen bereichert wurde“. Ein unvoreingenommener Vergleich zeigt, dass die Probevorlesung Münters tatsächlich nicht seinem sonstigen Standard entsprach, aber seine späteren Veröffentlichungen zeigten, dass er die richtige Wahl für diese Stelle war.

## Weitere Karriere
Birch wurde 1789 Prediger am Waisenhaus in Kopenhagen. 1789 erhielt er den Titel eines Dr. theol. und 1792 den eines außerordentlichen Professors. 1797 wurde er Dompropst in Roskilde. 1798 veröffentlichte er eine Sammlung von Lesarten zur Apostelgeschichte und den neutestamentlichen Briefen, darunter auch von Codex Vaticanus. 1800 folgte eine Sammlung von Lesarten zur Apokalypse und 1801 eine Sammlung von Varianten zu den vier Evangelien.
Birch wurde 1803 zum Bischof des neu gebildeten Bistums Lolland-Falster ernannt. Schon 1805 wechselte er in das Bistum Aarhus, wo er bis zu seinem Tod als Bischof amtierte. 1817 wurde er mit dem Dannebrogorden (Kommandeur) ausgezeichnet.
Aus Birchs 1797 geschlossener Ehe mit seiner Nichte Charlotte Marie Birch ging der Sohn Frederik Sneedorff Birch (1805–1869) hervor.

## Schriften
- Kritisk Beskrivelse over græske Håndskrifter af det nye Testamente, Kopenhagen, 1785
- Quatuor Evangelia graece, cum variantibus a textu lectionibus codd. MSS. bibliothecae Vaticanae, Barberinae, Laurentianae, Vindobonensis, Escurialensis, Havniensis Regia, quibus accedunt, lectiones versionum syrarum, veteris, Philoxenianae, et Hierosolymitanae, Kopenhagen, 1788.
- Variae Lectiones ad Textum Actorum Apostolorum, Epistolarum Catholicarum et Pauli, Kopenhagen 1798
- Variae Lectiones Ad Textvm Apocalypseos ex Codd. graecis Mss. Bibliothecae Vaticanae, Barberinianae, Borgianae Velitris, Laurentianae atque S. Marci Venetorum, Proft & Storch, Hauniae 1800.
- Variae Lectiones ad Textum IV Evangeliorum, Haunie 1801
- Auctarium codicis apocryphi N. T. Fabriciani, continens plura inedita, alia ad fidem codd. mss. emendatius expressa; fascilus primus. Arntzen et Hartier, Havniae 1804. Digitalisat
- Auctarium codicis apocryphi N. T. Fabriciani Apocrypha Testamenti Novi continens plura inedita, alia ad fidem codd. mss. emendatius expressa, Arntzen + Hartier, Hauniae. Mehrbändiges Werk.